# Hypnotised (The Undertones)
Hypnotised è il secondo album del gruppo musicale nordirlandese The Undertones, pubblicato dall'etichetta discografica Sire il 21 aprile 1980.
L'album è prodotto da Roger Bechirian. I brani sono interamente composti dai membri dello stesso gruppo, ad eccezione di Under the Boardwalk, cover della canzone portata al successo dal gruppo The Drifters nel 1964.
Dal disco vengono tratti i singoli My Perfect Cousin e Wednesday Week.

## Tracce

### Lato A
1. More Songs About Chocolate and Girls
2. There Goes Norman
3. Hypnotised
4. See That Girl
5. Whizz Kids
6. Under the Boardwalk
7. The Way Girls Talk
8. Hard Luck

### Lato B
1. My Perfect Cousin
2. Boys Will Be Boys
3. Tearproof
4. Wednesday Week
5. Nine Times Out of Ten
6. Girls That Don't Talk
7. What's with Terry?